# Rhône-Poulenc
Rhône Poulenc S.A. (RP) – był francuskim konglomeratem chemiczno-farmaceutycznym, utworzonym 1928 przez fuzję Société chimique des usines du Rhône (utworzone w 1895) oraz przedsiębiorstwa Poulenc Frères (utworzone w 1900 przez ojca kompozytora Francisa Poulenca). W 1982 został znacjonalizowany, a w 1988 zreprywatyzowany. W 1999 nastąpił podział grupy i fuzja, natomiast w 2004 konglomerat zakończył działalność.
- Część farmaceutyczna połączyła się w grudniu 1999 z kilkoma przedsiębiorstwami, w tym niemieckiem Hoechst AG, tworząc grupę Aventis, która następnie została wchłonięta w 2004 przez Sanofi-Synthélabo, tworząc Sanofi Aventis.
- Część agrochemiczna pod nazwą Aventis CropScience została sprzedana grupie Bayer w 2002.
- Część chemiczna przyjęła nazwę Rhodia.

Przed fuzją działalność Rhône-Poulenc koncentrowały się w 4 głównych obszarach:
- farmacja,
- zdrowie zwierząt,
- fitofarmacja,
- chemia, zwłaszcza włókna i polimery.

Przedostatni prezes grupy Jean-René Fourtou, który przygotował fuzję z Hoechst AG, przeorientował działalność konglomeratu na farmaceutyki kosztem chemii. Ostatni prezes Igor Landau uzyskał znaczące odszkodowanie wraz z zakończeniem działalności grupy.